# Ilija Tripun Bizanti
Ilija Tripun Bizanti (Helius Tryphon, Trypho Dalmata) (Kotor, oko 1480. — ?, oko 1530.)., hrvatski humanist i pjesnik iz Crne Gore.
U Italiji stekao doktorat iz filozofije i teologije, nekoliko njegovih latinskih prigodnica sačuvano je u ostavštini G. Prage u mletačkoj Marciani.
Iz obitelji Bizanti, plemićke obitelji Hrvata iz Kotora.
Zbog oskudnih podataka o članovima obitelji Bizanti životopisci ga često identificiraju s njegovim suvremenikom, pripadnikom iste obitelji, kotorskim biskupom Tripunom Bizantijem. O Iliji Tripunu, humanistu, pouzdano se zna da je veći dio svoga života proveo u Italiji. U Padovi je studirao filozofiju. Potom je u Veneciji bio učitelj sinova humanista Girolama Donata. Krećući se u mletačkomu humanističkom krugu, prijateljevao je s L. Ariostom te s njime razmjenjivao korespondenciju. Njegovom preporukom bio je 1503. izabran za javnog učitelja grčkoga i latinskog jezika u Reggio Emiliji, što zbog spriječenosti nije prihvatio (G. Campori objavio Bizantijevo pismo o tome). Po nekim naznakama čini se da je bio dvorski knjižničar u Modeni i da je boravio na dvoru vojvode D’Este u Ferrari. Dulje vremena proveo je u Carpiju kod kneza Alberta Pija, promicatelja humanističkih nastojanja. Spominje se da je ondje dobio određene crkvene nadarbine. Prema životopiscima, kraj života protekao mu je nesretno i bijedno te je vjerojatno završio samoubojstvom. — Bizanti je bio tipičan izdanak humanizma. Bio je učen čovjek, dobro je poznavao klasične jezike i književnost te se bavio pjesništvom na latinskom jeziku. Neke pjesme, tiskane za njegova života, pronašao je G. Praga, najavivši da će ih ponovno objaviti, ali to – čini se – nije uradio. Veći dio pjesničkih radova vjerojatno je nestao nakon Bizantijeve smrti, a možda ih je u duševnoj krizi i sâm uništio. Sačuvan je i neznatan dio njegove korespondencije s mnogim učenim talijanskim humanistima. — Da je bio cijenjen u humanističko-književnim krugovima u Mlecima i Emiliji svjedoče pohvalne pjesme kojima su ga pojedinci veličali (G. Valeriano epigramom Ad Tryphonem Dalmatam), kao i pisma u kojima ga mnogim ukrasnim epitetima izričito nazivaju literatom.
LIT.: Giampietro Valeriano: Da litteratorum infelicitate. In Venetiis (oko 1530), 16202, II, 83. — Isti: Hexametri, Odae et Epigrammata. In Venetiis 1550, 123 i 133. — Giuseppe Campori: Trifone Bisanti. Atti e memorie della R. Deputazione di storia patria per le provincia dell’ Emilia, NS, 1882, VII/2, str. 202–207. — Nabore Campanini: Pontico Virunio lettore publico di lettere latine e greche a Reggio (1500–1503). Atti e memorie della R. Deputazione di storia patria per le provincie modenesi e parmensi, S. III, 1890, 6, str. 594–596. — Eugenio Di Carlo: Dei due Trifoni della famiglia Bisanti da Cattaro (Sec. XVI). Archivio storico per la Dalmazia, 8(1933) XV/85, str. 6–9. — Giuseppe Praga: Le rime amorose di Giorgio Bisanti da Cattaro. Ibid., 14(1939) XXVII/157, str. 3. — Risto Kovijanić: Književnost Kotora. Kotor 1970, 118. — Radoslav Rotković: Pregled crnogorske literature od najstarijih vremena do 1918. Stvaranje, 34(1979) 4, str. 595.